# Новий Став (зупинний пункт)
Новий Став — пасажирський залізничний зупинний пункт Львівської дирекції Львівської залізниці на лінії Львів — Ківерці між станціями Колодно (6 км) та Сапіжанка (4,5 км). Розташований поблизу села Новий Став Львівського району Львівської області.

## Пасажирське сполучення
На платформі зупиняються приміські поїзди сполученням Львів — Сокаль та Львів — Стоянів.